# ОнкоАтлас
Центр молекулярной онкологии «ОнкоАтлас» (ООО «Онкодиагностика Атлас», до 2015 года «ЦСБ Геномика») — частная биотехнологическая R&D компания, основанная в 2011 году российским молекулярным биологом Владиславом Милейко. Сфера деятельности — прецизионная онкология и генетика. С 2015 года «ОнкоАтлас» входит в состав международного биомедицинского холдинга «Атлас».

## История
Биотехнологическая R&D компания «ЦСБ Геномика» была основана в 2011 году лауреатом Зворыкинской премии, молекулярным биологом и предпринимателем Владиславом Милейко. Компания начиналась как стартап в области разработки технологии неинвазивной диагностики онкозаболеваний. Соавтором проекта и в дальнейшем соучредителем компании был Павел Лактионов, научный руководитель Владислава. После основания «ЦСБ Геномика» стала заочным резидентом Сколково, работала в тесном сотрудничестве с Институтом химической биологии и фундаментальной медицины СО РАН (Новосибирск), Московским физико-техническим институтом (Долгопрудный) и РОНЦ им. Блохина.
За время работы над проектом «ЦСБ Геномике» удалось привлечь на развитие проекта 3 миллиона рублей от Российской Академии наук и 5 миллионов от Министерства здравоохранения Российской Федерации. В 2013 году «ЦСБ Геномика» получила грант Фонда содействия инновациям на развитие проекта по разработке технологии выделения ДНК- и РНК-биомаркеров из крови человека для создания новых и усовершенствования существующих средств диагностики социально-значимых заболеваний. Такая технология позволила бы выделять и анализировать генетический материал поражённых тканей без инвазивного вмешательства.
Компания активно занималась фандрайзингом на рынке венчурного капитала, но привлечь достаточный объём инвестиций на клинические испытания и разработки ранней стадии не удалось. Было принято решение сместить фокус деятельности в сторону развития прикладных продуктов и сервисов для онкогенетики.
В начале октября 2015 года компания «ЦСБ Геномика» вошла в состав биомедицинского холдинга «Атлас», одного из лидеров в области персонализированной медицины на российском рынке, и сменила название на «Онкодиагностика Атлас» (Центр молекулярной онкологии «ОнкоАтлас»). Сообщалось о покупке холдингом мажоритарной доли компании, при этом сумма сделки не разглашалась: известно лишь, что холдинг получил 70 % «ОнкоАтласа», остальные 30 % компании сохранил за собой Владислав Милейко.

### Продукты для онкогенетики

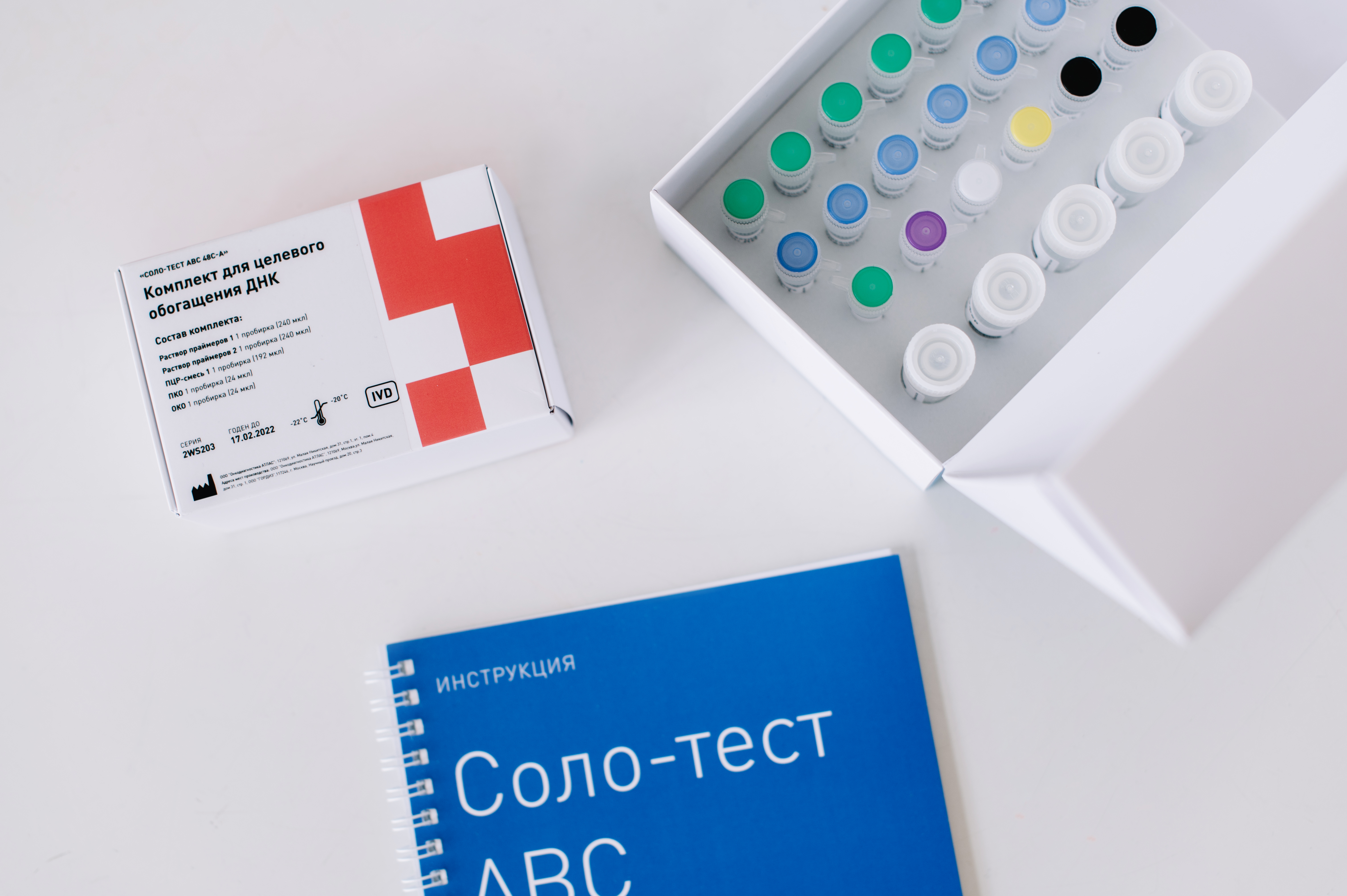
Набор «Соло-тест АВС» — NGS-тест для онкологии

В качестве нового подразделения холдинга «ОнкоАтлас» занялся разработкой полноценного продукта — комплексного диагностического сервиса, который включал бы в себя молекулярные исследования опухоли для подбора индивидуальной терапии, а также информационное сопровождение пациента и лечащего врача. Сопутствующие исследования проводились в сотрудничестве с РОНЦ им. Блохина, Московской городской онкологической больницей № 62 и геномным центром ReadSense в Троицке.
В октябре 2016 года первые результаты работы были представлены на европейском конгрессе European Society of Medical Oncology (ESMO) и опубликованы в Annals of Oncology.
Также осенью 2016 года венчурный фонд Primer Capital инвестировал в «ОнкоАтлас» 5 миллионов рублей. Финансовые средства были направлены на подготовку и запуск продаж комплексного диагностического сервиса, а также проведение испытаний и регистрацию тест-систем на основе NGS. Эксперты фонда оценили потенциальный рынок данного продукта в 3 миллиарда рублей.
В результате в 2017 году Центром молекулярной онкологии «ОнкоАтлас» был разработан и запущен сервис прецизионной онкологии под брендом Solo. Первыми коммерческими продуктами в рамках сервиса стали исследования «Solo Комплекс» и «Solo Риск», предназначенные для подбора персонализированной терапии для онкопациентов и определения наследственных онкологических синдромов для здоровых людей. «ОнкоАтлас» стал одной из первых компаний на российском рынке, создавших диагностический сервис полного цикла для онкопациентов и их родственников. В 2018 году достижения компании были представлены на европейском конгрессе по молекулярной онкологии MAP-2018 (Molecular Analysis for Personalised Therapy). Параллельно с развитием сервиса «ОнкоАтлас» вел работу над созданием тест-систем для NGS-исследований в онкологии.
В апреле 2020 года «Онкодиагностика Атлас» первой в России зарегистрировала набор реагентов «Соло-тест АBC» для выявления генетических мутаций, связанных с риском развития рака молочной железы и яичников, на основе NGS на приборе MiSeq Illumina с заявленной производителем чувствительностью выше 95 % и специфичностью более 99 %. Набор предусматривает проведение единовременного анализа до 96 образцов. Согласно исследованию, проведённому группой «Смарт Консалт», по итогам 2020 года «ОнкоАтлас» занял 50 % российского рынка NGS-тестов для онкологии (от общего объема в денежном выражении).
Выход на рынок «Соло-теста ABC», предназначенного для диагностики мутаций в генах BRCA1, BRCA2, ATM, CHEK2, связанных с развитием рака молочной железы и ряда других онкозаболеваний, послужил основанием для появления в российской системе обязательного медицинского страхования нового тарифа на NGS-исследование соответствующих генов.
В феврале 2021 года компания заключила контракт на поставку наборов профильных реагентов республиканскому медико-генетическому центру в Уфе за 2,4 миллионов рублей. Это позволило до конца 2021 года исследовать 400 пациентов из Поволжья.
В 2021 году тест-система «Соло-тест АВС» была опробована в 62-й онкологической больнице Москвы. С помощью тест-системы по ОМС было проведено более 600 исследований на наличие мутаций в генах BRCA1/BRCA2.

Анализ результатов показал, что у 8 % больных РМЖ были обнаружены мутации, 40 % из которых — редкие варианты, которые не могли быть выявлены рутинным ПЦР-тестом на 8 наиболее частых мутаций. Похожая ситуация наблюдалась в группе больных раком яичников, где больше половины пациенток имели редкие варианты мутаций. В группе пациентов с раком поджелудочной и предстательной желез генетическое исследование с использованием новой тест-системы оказалось особенно актуальным. Оно позволило выявить редкие патогенные варианты у 10 % больных, в то время как ПЦР-тестирование оказалось несостоятельным.
— зав. молекулярно-биологической лабораторией ГАУЗ «МГОБ № 62 ДЗМ», к.м.н. И.А.Демидова
По данным информационной системы государственных закупок, за 2021 год в разные бюджетные учреждения было поставлено 43 набора, что достаточно для тестирования более 2000 пациентов.
В марте 2021 года Росздравнадзор выдал регистрационное удостоверение на набор реагентов «Соло-тест Атлас», который разработал «ОнкоАтлас», для одновременного выявления мутаций в генах BRAF, EGFR, KRAS, NRAS, KIT, PDGFRA в образцах опухолей с помощью высокопроизводительного секвенирования (NGS). Тест-система используется для генетической диагностики меланомы, рака лёгких, толстой кишки, гастроинтестинальных стромальных опухолей и последующего назначения таргетной терапии.
По данным «ОнкоАтласа», с 2020 по 2021 год при помощи этих наборов исследование прошли около 3000 пациентов.
В 2022 году «ОнкоАтлас» заявил об увеличении в 2,8 раз объёмов производства тест-системы «Соло-тест АВС». По словам исполнительного директора компании Дмитрия Мордвинцева, до конца года компания планирует произвести почти 150 наборов реагентов. Это обусловлено ростом востребованности молекулярно-генетических исследований в России. Такие анализы проводят 7 лабораторий в Москве, Санкт-Петербурге, Уфе, Томске и других городах.

### Цифровые продукты для прецизионной онкологии
Помимо тест-систем «ОнкоАтлас» разрабатывает программное обеспечение для генетического анализа и клинической интерпретации данных. В 2019 году получило регистрацию первое в России медицинское ПО «Соло-репорт» для анализа NGS-данных в онкологии. Оно предназначено для автоматической интерпретации мутаций в основных клинически значимых генах. «Соло-репорт» формирует заключения о результатах исследования в формате PDF, совместимо с разными секвенаторами и NGS-панелями, интерпретирует результаты дополнительных тестов (FISH). Пользователям наборов «Соло-тест» данное программное обеспечение предоставляется бесплатно.
В 2021 году «ОнкоАтлас» совместно с компанией «Мирамедикс» при поддержке Российского общества клинической онкологии (RUSSCO) создал первый в России Молекулярный онкологический консилиум в цифровом формате (Molecular Tumor Board). Проект позволяет любому онкологу направить документы своего пациента со сложным случаем заболевания, имеющего на руках результаты молекулярно-генетического профилирования опухоли, на рассмотрение междисциплинарного коллектива экспертов: онкологов, генетиков и молекулярных биологов. Эксперты могут помочь врачу определиться с дальнейшей тактикой лечения.

## Участие в мероприятиях

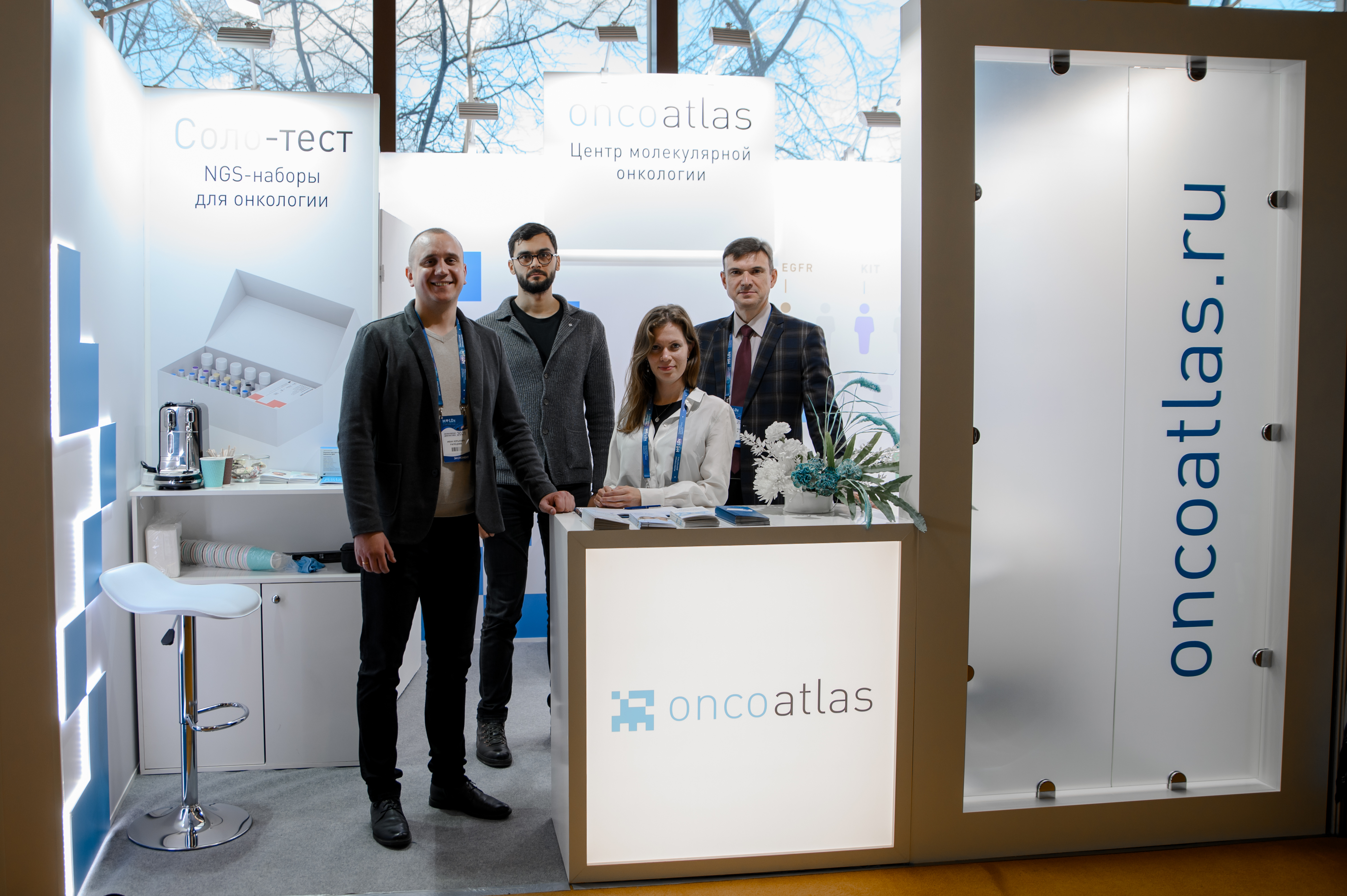
Стенд «ОнкоАтласа» на конференции «Молекулярная диагностика 2021», второй слева — Владислав Милейко

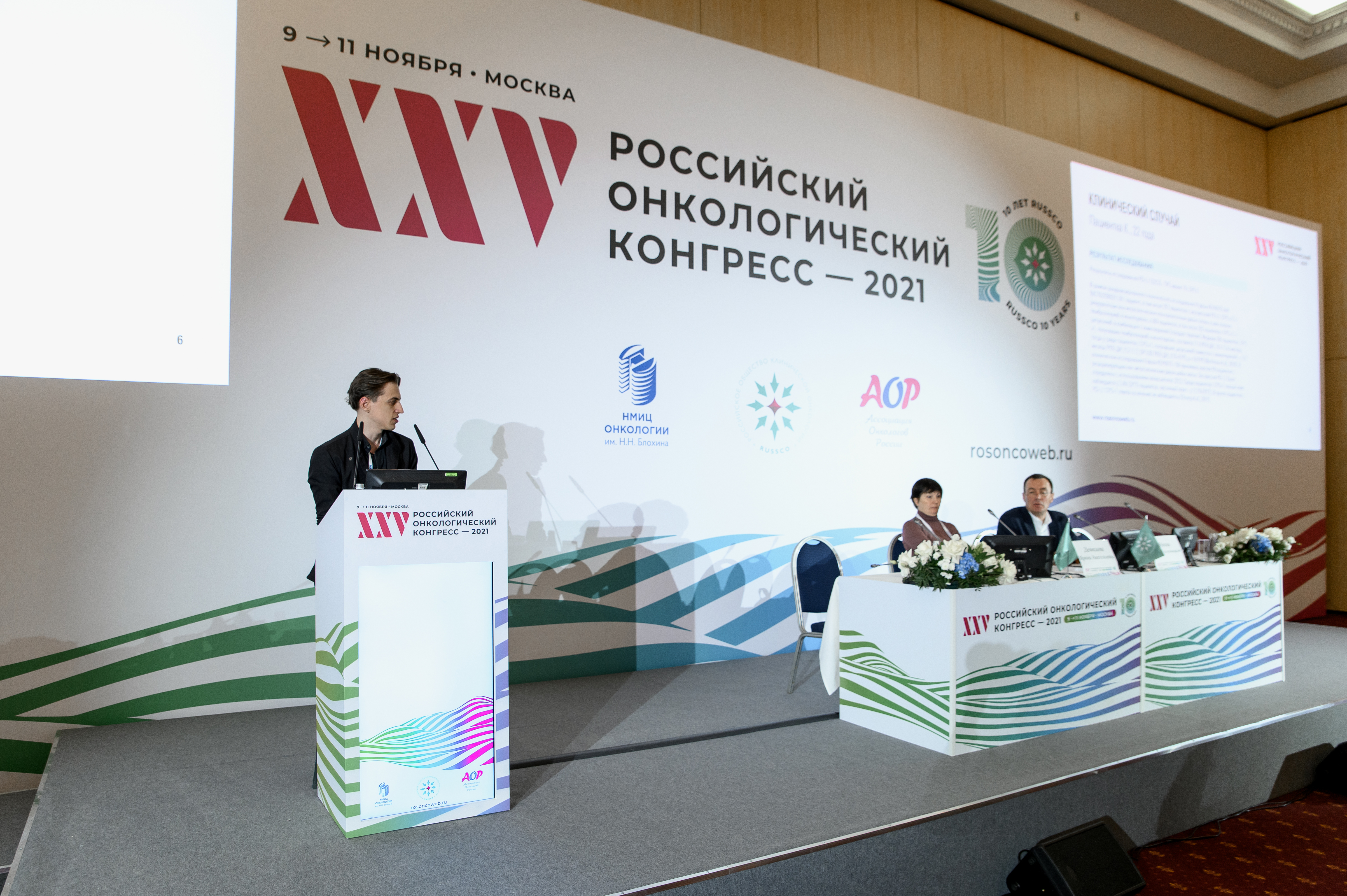
Максим Иванов, к.б.н., руководитель R&D-отдела «ОнкоАтласа» на Российском онкологическом конгрессе, 2021

- X юбилейная международная научно-практическая конференция «Молекулярная диагностика 2021», 9-11 ноября 2021
- XXV Российский онкологический конгресс — 2021, 9-11 ноября 2021
- Конгресс онкологических пациентов, 26 октября 2021 (видео доклада на YouTube)
- VII Российский конгресс лабораторной медицины (РКЛМ), 19-21 октября 2021 (видео доклада на YouTube)
- ESMO MAP 2021, 6 октября 2021 (видео доклада (англ). Дата обращения: 16 февраля 2022. Архивировано 15 февраля 2022 года.)
- Конференция «Онкоколопроктология № 1. Помимо хирургии. Персонализированное лечение колоректального рака — генетика, молекулярные мишени, иммунотерапия и многое другое», 17 сентября 2021, Москва (видео доклада на YouTube)
- XI Съезд онкологов России, 13-15 мая 2021, Ярославль
- NGS в медицинской генетике — MGNGS’21, 28-30 апреля 2021, Суздаль
- V Национальный научно-образовательный конгресс: Онкологические проблемы от менархе до постменопаузы, 17-19 февраля, 2021 (видео доклада 1 на YouTube, видео доклада 2 на YouTube)
- XXIV Российский онкологический конгресс, 11-14 ноября 2020, Москва (видео доклада 1 на YouTube, видео доклада 2 на YouTube)
- XXIII Российский онкологический конгресс, 12-14 ноября 2019, Москва (видео доклада на YouTube, видео дискуссии на YouTube)
- IV Петербургский международный онкологический форум «Белые ночи 2019», 20-23 июня 2019, Санкт-Петербург
- XXIII Петербургский международный экономический форум, 6-8 июня 2019, Санкт-Петербург
- XXII Российский онкологический конгресс, 13-15 ноября 2018, Москва
- II онкологический форум Дальневосточного федерального округа, 22-24 августа 2018, Владивосток
- IV Петербургский международный онкологический форум «Белые ночи 2018», 5-8 июля 2018, Санкт-Петербург
- Межрегиональная междисциплинарная научно-практическая онкологическая конференция «Волжские огни», 24-25 апреля 2018, Нижний Новгород
- XXI Российский онкологический конгресс, 14-16 ноября 2017, Москва (видео доклада 1 на YouTube, видео доклада 2 на YouTube)
- I онкологический форум Сибирского федерального округа, 22-28 августа 2017, Барнаул[26]